# Jang Ye-eun
Đây là một tên người Triều Tiên, họ là Jang.
Jang Ye-eun (Hangul: 장예은, Hanja: 張睿恩, Kana: チャン・イェウン, Hán-Việt: Trương Nghệ Ân, sinh ngày 10 tháng 8 năm 1998) là một nữ ca sĩ và rapper người Hàn Quốc. Cô là cựu thành viên và là rapper chính, giọng ca phụ của nhóm nhạc nữ CLC do công ty giải trí Cube Entertainment thành lập và quản lý.. Cô hiện tại đang thuộc công ty giải trí Superbell Company

## Tiểu sử
Yeeun sinh ngày 10 tháng 8 năm 1998 tại thành phố Dongducheon, tỉnh Gyeonggi, Hàn Quốc.Cô ấy có một chị gái. Cô theo học trường tiểu học Dongbo, trường trung học nữ sinh Dongducheon. Cô tốt nghiệp Trường Trung học Biểu diễn Nghệ thuật Seoul vào tháng 2 năm 2017.

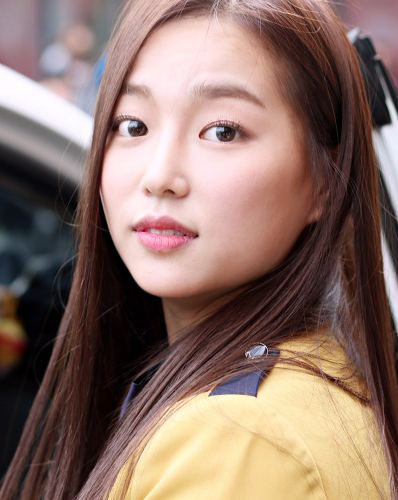
Yeeun tại Lễ tốt nghiệp Trường Trung học Biểu diễn Nghệ thuật Seoul vào ngày 7 tháng 2 năm 2017

## Sự nghiệp

### 2014–2021: Bắt đầu sự nghiệp và hoạt động solo
Năm 2014, Yeeun xuất hiện trong video âm nhạc "G.NA's Secret" của G.NA và "Beep Beep" của BtoB . Yeeun cũng tham gia các hoạt động quảng bá "G.NA's Secret" với tư cách vũ công phụ họa cùng với các thực tập sinh Cube Entertainment . 
Vào ngày 10 tháng 3 năm 2015, Yeeun được tiết lộ là rapper chính của nhóm nhạc nữ CLC. Nhóm chính thức ra mắt vào ngày 19 tháng 3 năm 2015, với đĩa đơn đầu tay, "Pepe", từ EP đầu tay của họ, First Love .  Vào ngày 29 tháng 6, Yeeun tổ chức buổi giới thiệu trở lại của BtoB cho Complete cùng với Na In-woo . 
Vào ngày 20 tháng 3 năm 2018, Yeeun ra mắt sàn diễn cho Greedilous tại Tuần lễ thời trang F/W Hera Seoul 2018, được tổ chức tại Dongdaemun Design Plaza .  Vào ngày 21 tháng 5, SBS MTV thông báo rằng Yeeun đã được chọn làm người dẫn chương trình The Show bắt đầu từ tập thứ 149, vào ngày 22 tháng 5 năm 2018, cùng với Jeno của NCT Dream và Jin Longguo .  Cô rời chương trình sau tập thứ 212, vào ngày 26 tháng 11 năm 2019. 
Cùng với thành viên CLC, Oh Seung-hee, Yeeun đã thể hiện bản nhạc phim gốc của bộ phim My Fellow Citizens! , với ca khúc "Really Bad Guy", phát hành ngày 22 tháng 4 năm 2019. 
Vào tháng 5 năm 2020, Yeeun tham gia dàn diễn viên của chương trình cạnh tranh âm nhạc của Mnet , Good Girl .  Yeeun đã tham gia tổng cộng ba bài hát trong chương trình. Cô ấy đã biểu diễn "Witch" cùng với Hyo-yeon , Cheetah , Jamie và Jiwoo của Kard trong tập thứ 6.  Cô có hai bài hát solo, "Barbie" và "Nàng tiên cá" được giới thiệu trong tập cuối cùng.  Cô ấy đã quảng cáo cho "Barbie" trong tập thứ 672 của M Countdown . Sau đó, cô ấy đã phát hành một video âm nhạc solo đặc biệt cho "Nàng tiên cá" trên kênh YouTube của CLC trước khi CLC phát hành vào tháng 9 năm 2020, Trực thăng .
Vào tháng 6 năm 2021, Cube Entertainment thông báo rằng Yeeun sẽ ra mắt diễn xuất cùng với các thành viên của cô ấy, Oh Seung-hee và Jang Seung-yeon, trong loạt phim ngắn tuyển tập, Tastes of Horror.  Phim ngắn được công chiếu lần đầu tại Liên hoan phim Fantastic Quốc tế Bucheon lần thứ 26 vào năm 2022. 

### 2022–nay: Rời khỏi Cube Entertainment và ra mắt solo
Vào ngày 18 tháng 3 năm 2022, Cube Entertainment thông báo rằng Yeeun sẽ rời công ty sau khi quyết định không gia hạn hợp đồng với công ty. 
Vào ngày 11 tháng 8, SuperBell Company tiết lộ rằng Yeeun đã ký hợp đồng độc quyền với họ với tư cách là một nghệ sĩ solo.  Yeeun tham gia với tư cách nghệ sĩ nổi bật trong đĩa đơn "Nirvana Girl" của Sorn , được phát hành vào ngày 15 tháng 9.  Sau đó, cô góp mặt trong đĩa đơn "Come Back Home" của Ocean fromtheblue, phát hành vào ngày 22 tháng 11. 
Vào tháng 3 năm 2023, SuperBell Company thông báo rằng Yeeun sẽ ra mắt solo vào ngày 13 tháng 4, với album đơn "The Beginning".  Màn ra mắt của cô trước khi phát hành đĩa đơn kỹ thuật số "Strange Way To Love" vào ngày 20 tháng 3.  Vào ngày 18 tháng 5, Công ty SuperBell xác nhận Yeeun sẽ tham gia chương trình cạnh tranh thực tế Queendom Puzzle của Mnet sau khi cô xuất hiện trong Pick- Video màn trình diễn đặc biệt của đội Pick-Cat được phát hành cùng ngày.

## Hình ảnh công khai

### Trên phương tiện truyền thông
Yeeun nổi tiếng vì đã cắt tóc bob trong các đợt quảng bá của CLC kéo dài từ năm 2018 đến năm 2019, có biệt danh là " 단발머리 걔 " (cô gái tóc ngắn) trên các phương tiện truyền thông Hàn Quốc. 

### Xác nhận
Yeeun đã tham gia vào các chiến dịch TBJ Xuân/Hè 2016 và Thu/Đông 2016, cùng với BtoB . Vào tháng 8 năm 2020, Yeeun được công bố là người mẫu thương hiệu cho dòng sản phẩm Super Glass Care Treatment của Cosio. 

## Danh sách đĩa nhạc
Mọi hoạt động âm nhạc của Yeeun đều nằm trong danh sách đĩa nhạc của CLC.

### Album đơn
| Tên           | Thông tin | Vị trí | Doanh số   |
| Tên           | Thông tin | KOR    | Doanh số   |
| ------------- | --- | ------ | ---------- |
| The Beginning | - Phát hành: ngày 13 tháng 4 năm 2023 - Hãng: Superbell Company - Định dạng: CD , tải xuống kỹ thuật số , phát trực tuyến | 38     | KOR: 5.137 |

### Đĩa đơn
| Tên                                                                 | Năm  | Vị trí | Album               |
| Tên                                                                 | Năm  | KOR    | Album               |
| Solo                                                                | Solo | Solo   | Solo                |
| ------------------------------------------------------------------- | ---- | ------ | ------------------- |
| Barbie                                                              | 2020 |        | Good Girl Episode 3 |
| Strange Way to Love                                                 | 2023 |        | The Beginning       |
| Cherry Coke                                                         | 2023 |        | The Beginning       |
| Hợp tác                                                             |      |        |                     |
| Mermaidvới Lee Min-hyuk , Peniel , Jung Il-hoon , Soyeon , Wooseok) | 2018 |        | ONE                 |
| Witch (마녀사냥)(với Hyoyeon , Jiwoo , Jamie , Cheetah )            | 2020 |        | Good Girl Episode 3 |
| Mermaid (목소리)(với Rohann)                                        | 2020 |        | Good Girl Final     |
| Nirvana Girl (Với Sorn)                                             | 2022 |        | Đĩa đơn ngoài album |
| Come Back Home (với oceanfromtheblue)                               | 2022 |        | oceanfromtheblue    |

### Nhạc phim
| Tên                                              | Năm  | Album                   | Ghi chú |
| ------------------------------------------------ | ---- | ----------------------- | ------- |
| "Really Bad Guy" (오빠나빠요) (với Oh Seung-hee) | 2019 | My Fellow Citizens! OST |         |

## Điện ảnh

### Phim
| Năm  | Tên                                  | Vai trò | Ghi chú              |
| ---- | ------------------------------------ | ------- | -------------------- |
| 2023 | Taste of Horror: Ding Dong Challenge | Bora    | Nữ chính (Phim ngắn) |

### Chương trình truyền hình
| Năm  | Tên                                                    | Vai trò                 | Đài | Ghi chú      |
| ---- | ------------------------------------------------------ | ----------------------- | --- | ------------ |
| 2015 | CLC's Love Chemistry                                   | với các thành viên CLC  |     |              |
| 2015 | King of Mask Singer                                    | với các thành viên CLC  |     |              |
| 2015 | CLC's Queen's Game                                     | với các thành viên CLC  |     |              |
| 2015 | CLC's Beautiful Mission                                | với các thành viên CLC  |     |              |
| 2015 | After School Club                                      | Khách mời               |     | Tập 162, 249 |
| 2016 | Running Man                                            | Khách mời               |     | Tập 253      |
| 2016 | The Boss Is Watching                                   | với các thành viên CLC  |     |              |
| 2016 | Fan Heart Attack Idol TV                               | Khách mời               |     | Tập 9        |
| 2016 | CLC Is                                                 | với các thành viên CLC  |     |              |
| 2016 | Fact iN Star Season 1                                  | Khách mời               |     | Tập 68       |
| 2016 | 2016 SBS Gayo Daejeon                                  | Thành viên thường xuyên |     |              |
| 2017 | CLC's Cheat Key                                        | với các thành viên CLC  |     |              |
| 2018 | Super TV Season 1                                      | Khách mời               |     | Tập 11-12    |
| 2018 | 2018 Idol Star Athletics Championships                 | Thành viên thường xuyên |     |              |
| 2018 | Idol League Season 1                                   | Khách mời               |     | Tập 1, 30    |
| 2018 | Doom-CLC, Doodoom-CLC                                  | với các thành viên CLC  |     |              |
| 2018 | 2018 Idol Star Athletics Championships Chuseok Special | Thành viên thường xuyên |     |              |
| 2018 | South Korean Foreigners                                | Khách mời               |     | 108          |
| 2018 | CLC in Seongdong-Gu                                    | với các thành viên CLC  |     |              |
| 2019 | Run.wav                                                | Khách mời               |     | Tập 16       |
| 2019 | Idol Dabang Season 1                                   | Khách mời               |     | Tập 8        |
| 2019 | 5 Minutes to Six                                       | Khách mời               |     | Tập 99, 264  |
| 2019 | Q&A Machine                                            | Khách mời               |     | Tập 8        |
| 2019 | Midnight Idol Season 1                                 | Khách mời               |     | Tập 265      |
| 2019 | Ban Ban Show                                           | Khách mời               |     | Tập 1        |
| 2019 | Transonglation                                         | Khách mời               |     | Tập 29       |
| 2020 | Secret Friend of Idols Season 1                        | Khách mời               |     | Tập 33       |
| 2020 | Idol on Quiz                                           | Khách mời               |     | Tập 2        |
| 2020 | All That CUBE                                          | Khách mời               |     | Tập 4        |
| 2020 | Buddy into the Wild                                    | Khách mời               |     | Tập 118-119  |
| 2021 | Twotorial Season 2                                     | Khách mời               |     | Tập 2        |
| 2021 | Story of the Day When You Bite Your Tail Season 3      | Khách mời               |     | Tập 48, 64   |
| 2022 | Jaechan's Dream                                        | Khách mời               |     | Tập 185      |
| 2022 | Hidden Singer Season 7                                 | Khách mời               |     | Tập 13-14    |

### Chương trinh thực tế
| Năm  | Tên             | Vai trò  | Đài  | Ghi chú |
| ---- | --------------- | -------- | ---- | ------- |
| 2020 | Good Girl       | Thí sinh | Mnet |         |
| 2023 | Queendom Puzzle | Thí sinh | Mnet |         |

### Chương trình web
| Năm  | Tên                           | Vai trò | GHi chú                 |
| ---- | ----------------------------- | ------- | ----------------------- |
| 2018 | Yeeun's Sweet Radio           | MC      | 13/01-13/07             |
| 2018 | Doom-CLC, Doodoom-CLC         |         | Tập 5-6                 |
| 2019 | Yeeun's Even Sweeter Radio    | MC      | Tập 43 (từ 05/02-15/12) |
| 2021 | Play on Challenge: Joker Wars |         |                         |

### Chương trình Radio
| Năm       | Tên             | Vai trò | Ghi chú                                |
| --------- | --------------- | ------- | -------------------------------------- |
| 2019–2020 | Vibe Chart Show | MC      | Từ tháng 9 năm 2019 - tháng 2 năm 2020 |

### Góp mặt trong cácvideo âm nhạc
| Năm  | Bài hát                   | Nghệ sĩ         |
| ---- | ------------------------- | --------------- |
| 2014 | Beep Beep                 | BTOB            |
|      | G.NA's Secret (예쁜 속옷) | G.NA            |
| 2015 | Kimishika                 | Dongwon (BEAST) |
| 2023 | Strange Way To Love       | Jang Ye-eun     |